# Simmering
Simmering es el undécimo distrito de Viena, Austria. Está ubicado al sureste de los distritos centrales de Innere Stadt, Wieden y Margareten, y bordea la orilla sur del río Danubio, haciendo frontera con estado vecino de Baja Austria, junto el aeropuerto vienésː Schwechat. Fue establecido en el año 1892. A 1 de enero de 2016 tenía 97 333 habitantes en un área de 23,23 km².
En este distrito se sitúa el Cementerio central de Viena, el tercero más grande de Europa, tras el de la Almudena de Madrid y el de Hamburgo, y donde se encuentran enterrados importantes músicos como Ludwig van Beethoven, Franz Schubert, Antonio Salieri, Johannes Brahms y los Strauss, entre otros, además de importantes arquitectos, científicos, políticos y otras personalidades.
Gran parte de la zona antiguamente era industrial, si bien hoy en día se ha convertido en una zona más residencial y comercial, con sus conocidos gasómetros como uno de los emblemas en este sector.

## Imágenes

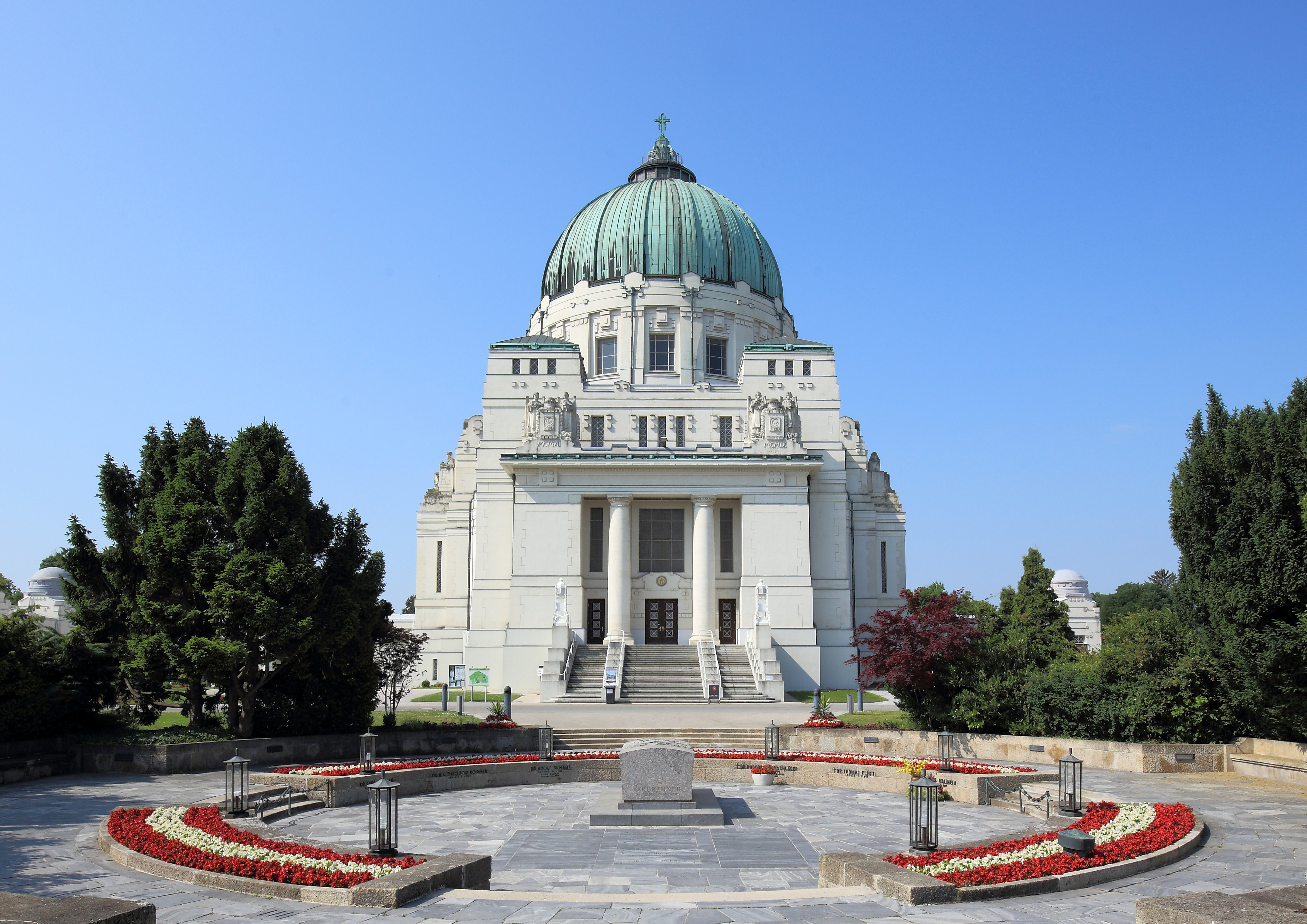
Cementerio central de Viena
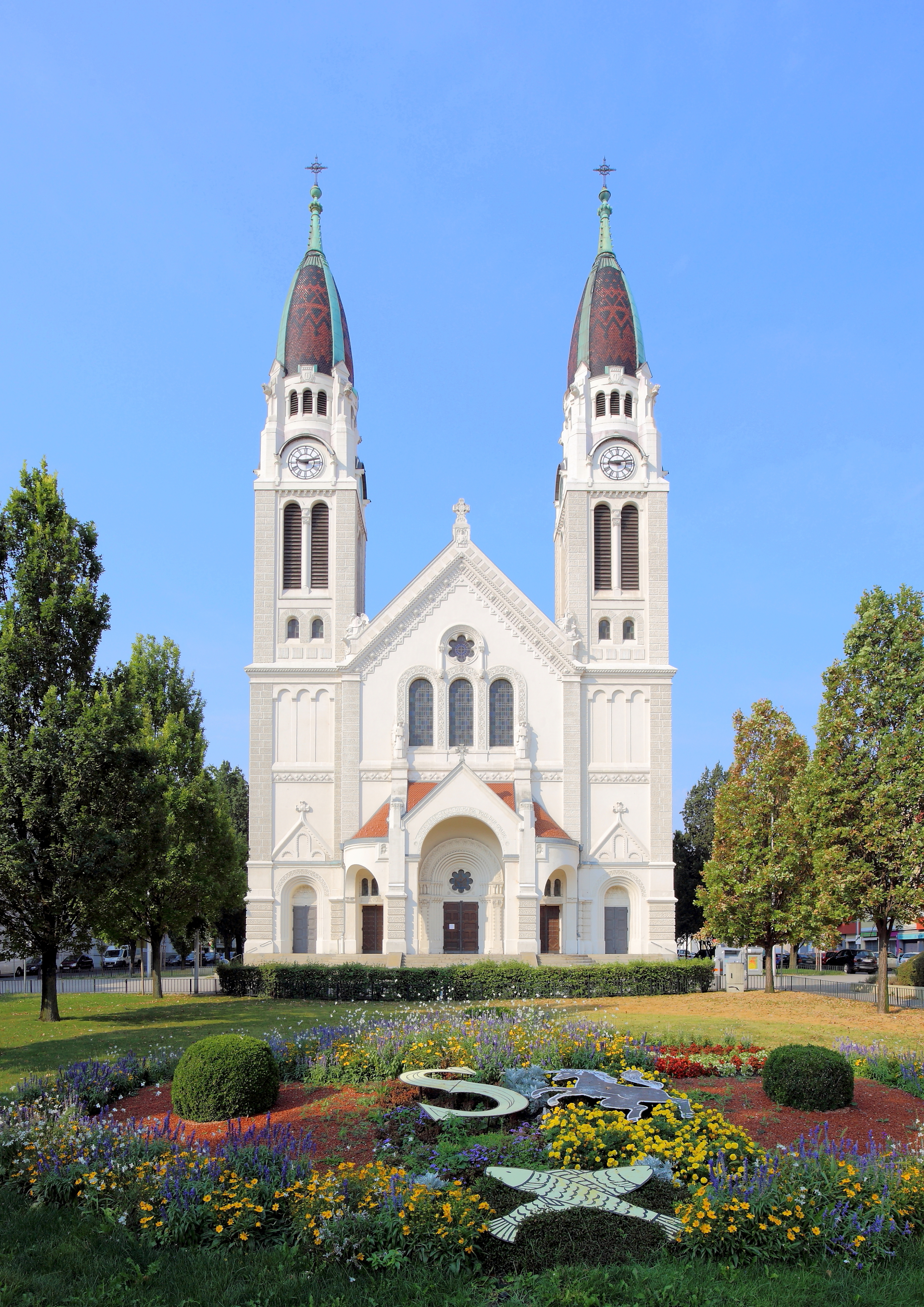
Iglesia parroquial Neusimmering
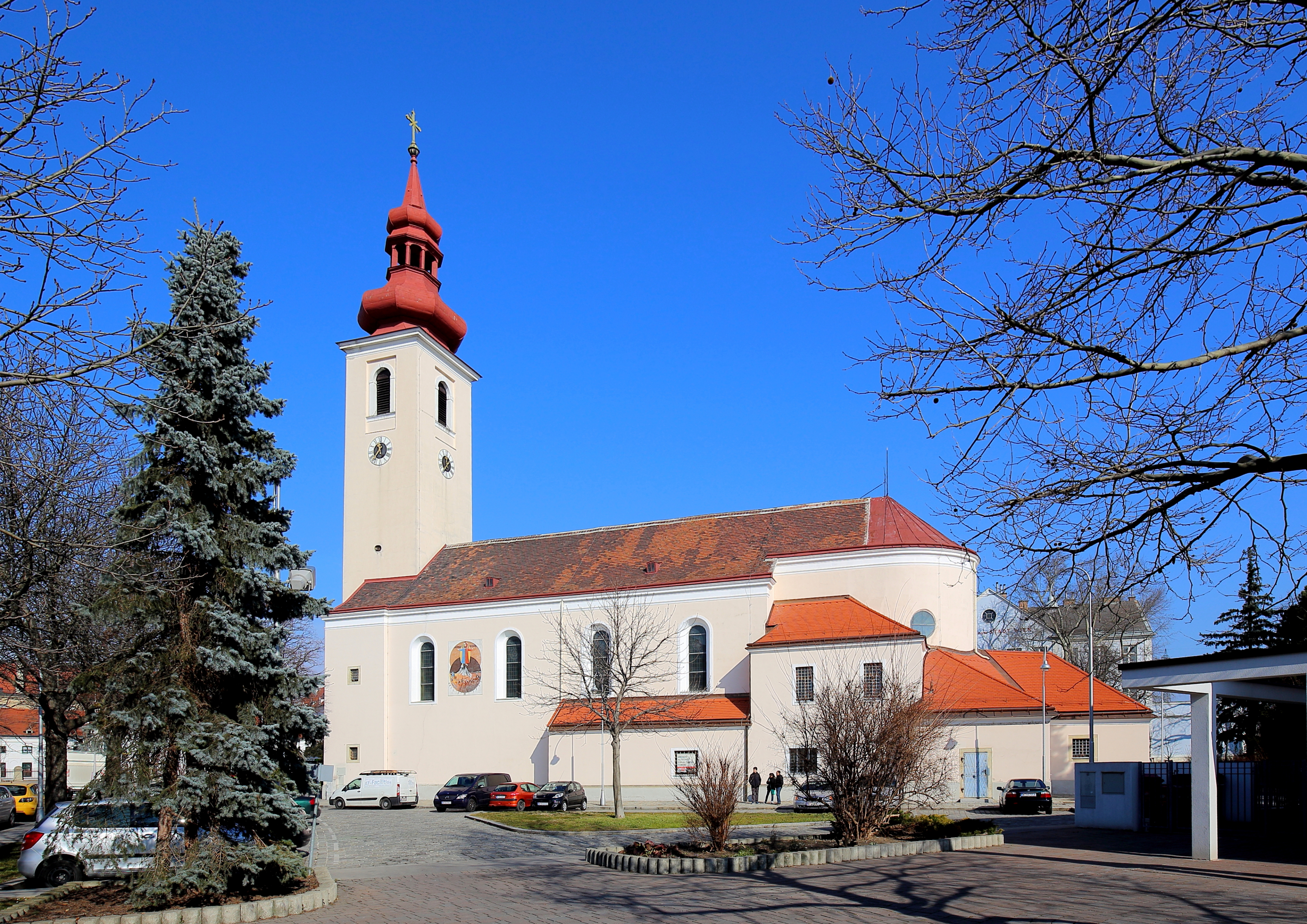
Iglesia de san Pedro y san Pablo